# Moritz von Drebber
Moritz Otto Wilhelm Heinrich von Drebber (* 12. Februar 1892 in Oldenburg (Oldenburg); † 30. Mai 1968 ebenda) war ein deutscher Generalmajor im Zweiten Weltkrieg. Er trat dem Nationalkomitee Freies Deutschland bei und unterzeichnete am 8. Dezember 1944 den Aufruf An Volk und Wehrmacht.

## Familie
Sein Vater war offenbar der Premierleutnant Otto von Drebber, der laut Adressbuch der Stadt Oldenburg 1892/93 in Oldenburg in der Grünen Straße 17 gemeldet war. Er selbst war verheiratet mit Ilse, geb. Goering (* 12. August 1901 (?); † 30. April 1965 Oldenburg). Außerdem war er Ehrenritter des Johanniterordens.

## Kaiserreich
Moritz von Drebber trat am 14. März 1911 als Fähnrich in das Oldenburgische Infanterie-Regiment Nr. 91 ein und wurde am 22. Mai 1912 zum Leutnant befördert.
Mit Ausbruch des Ersten Weltkriegs und der Mobilmachung folgte am 2. August 1914 seine Versetzung als Zugführer in die MG-Kompanie des Reserve-Infanterie-Regiments Nr. 79. Mit diesem beteiligte er sich am Vormarsch durch Belgien nach Frankreich und wurde dort am 30. September 1914 verwundet. Nach Lazarettaufenthalt und Gesundung kehrte Drebber am 17. November 1914 zu seiner Einheit zurück. Dort folgte am 18. Dezember 1915 seine Beförderung zum Oberleutnant sowie die Versetzung am 24. September 1916 als MG-Offizier beim Stab der Reserve-Infanterie-Regiments Nr. 79. Vom 22. Januar 1917 bis 3. September 1918 fungierte Drebber dann als Führer des MG-Sturm-Bataillons Nr. 14 und kam anschließend als Ordonnanzoffizier zum Stab der 19. Division. In dieser Stellung verblieb Drebber über das Kriegsende hinaus bis zum 20. Dezember 1918. Man versetzte ihn in sein Stammregiment zurück, wo er zunächst als Bataillonsführer und ab 15. Juni 1919 als stellvertretender Regimentsadjutant Verwendung fand. Er gehörte ab 9. November 1919 der Abwicklungsstelle seines Regiments unter Major Oskar Wantke (1872–1940) an. Am 27. März 1920 verlieh man Drebber den Charakter als Hauptmann und entließ ihn mit diesem Datum aus dem Heeresdienst.

## Ordnungspolizei des Freistaats Oldenburg
Aus der Abwicklungsstelle des Oldenburgischen Infanterie-Regiments Nr. 91 stellte Wantke auf Anordnung der Regierung des Freistaats Oldenburg unter Ministerpräsident Theodor Tantzen im Oktober 1919 die Oldenburgische Ordnungspolizei auf. Die Ordnungspolizei bestand aus drei Hundertschaften, die zuerst zentral in Oldenburg stationiert, jedoch ab 1924 disloziert wurden (1. Hundertschaft in Oldenburg, 2. Hundertschaft in Rüstringen, 3. Hundertschaft in Delmenhorst). Drebber war von 1920 bis 31. Dezember 1933 Führer der 1. Hundertschaft. Er war ab 22. Februar 1920 Polizei-Hauptmann und wurde am 1. November 1932 zum Polizei-Major befördert. Nach ihrem Kommandeur Wantke und dessen Stellvertreter, Major Hermann Sassenberg, war Drebber der ranghöchste Offizier der Ordnungspolizei.
Am 23. Oktober 1923 führte Drebber ein gut 50-köpfiges Ordnungspolizei-Kommando nach Berne, wo Angehörige der KPD und Sympathisanten der Partei im Rahmen des Hamburger Aufstands aus Bremen kommend mit Booten über die Weser gesetzt und begonnen hatten, nach geheimen Waffenlagern der Reichswehr im Amt Elsfleth zu suchen, die sie dort zu Recht vermuteten. Es kam zu einem kurzen Gefecht zwischen der Ordnungspolizei und den schlecht bewaffneten Aufständischen, von denen anschließend 46 wegen Landfriedensbruchs festgenommen und nach Oldenburg abtransportiert wurden.
1926/27 besuchte Drebber einen Fortbildungslehrgang an der preußischen Höheren Polizeischule Potsdam-Eiche. Am 29. März 1930 gründete er zusammen mit den Polizeioffizieren Jensen und Oeltjen die „Vereinigung der Polizeioffiziere Oldenburgs“, die sich dem „Reichsverband deutscher Polizeioffiziere“ anschloss. Offenbar im Zusammenhang mit der Umwandlung der Ordnungspolizei in die Landespolizei Oldenburg 1933/34 scheint von Drebber in die preußische Schutzpolizei übergetreten zu sein. Ab 1. Januar 1934 war Drebber als Taktiklehrer an der Höheren Polizeischule in Potsdam-Eiche tätig.

## Wehrmacht
Drebber trat am 1. Oktober 1934 in die Reichswehr über und wurde als Kompaniechef im Infanterie-Regiment Osnabrück verwendet. Als Oberstleutnant (seit 1. Juni 1935) erfolgte am 15. Oktober 1935 seine Ernennung zum Kommandeur des II. Bataillons des Infanterie-Regiments 58 der neu gegründeten Wehrmacht. Mit Wirkung zum 1. Januar 1938 wurde Drebber in das Ergänzungsoffizierskorps versetzt und Ausbildungsleiter in Cosel.
Kurz vor Ausbruch des Zweiten Weltkriegs übernahm Drebber am 26. August 1939 das Infanterie-Regiment 327. Am 1. Juni 1941 wurde er zum Oberst befördert und für seine Verdienste am 26. Dezember 1941 mit dem Deutschen Kreuz in Gold ausgezeichnet. Mit der Auflösung des Regiments wurde Drebber am 27. Dezember 1941 in die Führerreserve versetzt und zugleich zum Stab der Heeresgruppe Süd kommandiert. Drebber erhielt dann am 20. Januar 1942 das Kommando über das Infanterie-Regiment 523. Am 30. Juni 1942 wurde ihm das Ritterkreuz des Eisernen Kreuzes verliehen. Am 1. Januar 1943 wurde er zum Generalmajor befördert und übernahm am 22. Januar die 297. Infanterie-Division während der Schlacht von Stalingrad. Drei Tage später kapitulierte er gegenüber der Roten Armee, da er nach einem Zitat der New York Times vom 2. Februar 1943 weiteren Widerstand als senseless and criminal ansah.
Während der sowjetischen Kriegsgefangenschaft trat Drebber in das Nationalkomitee Freies Deutschland ein und unterzeichnete am 8. Dezember 1944 zusammen mit anderen hohen Wehrmachtsoffizieren den Aufruf An Volk und Wehrmacht. Am 21. Oktober 1949 wurde Drebber aus der sowjetischen Kriegsgefangenschaft entlassen.

## Ruhestand
Nach seiner Entlassung kehrte Drebber in seine Heimatstadt Oldenburg zurück. Die Familie lebte im Haus seiner Schwiegermutter, Lindenallee 23. Über seine letzten 20 Lebensjahre existieren keine öffentlich zugänglichen Daten. Sicher ist lediglich, dass er sich weder politisch noch publizistisch betätigte. Er verstarb am 30. Mai 1968 in Oldenburg im Alter von 76 Jahren. Die Trauerandacht fand am 6. Juni in der Gertrudenkapelle (Oldenburg) statt, er wurde auf dem dortigen Friedhof beigesetzt.